# 褐毛秀柱花
褐毛秀柱花（学名：Eustigma balansae）为金缕梅科秀柱花属下的一个种。

## 扩展阅读
- 維基物種上的相關：褐毛秀柱花